# کارلو اسکیارونه
کارلو اسکیارونه (انگلیسی: Carlo Sciarrone؛ زادهٔ ۱۷ نوامبر ۱۹۸۳) بازیکن فوتبال اهل ایتالیا است.
از باشگاه‌هایی که در آن بازی کرده‌است می‌توان به باشگاه فوتبال اودینزه اشاره کرد.